# Саллисо
Саллисо (англ. Sallisaw) — город и административный центр округа Секвойя в штате Оклахома в Соединённых Штатах Америки.
По данным переписи населения США 2020 года, число жителей города составляло 8 тысяч 510 человек, что на 4,2 процента меньше, чем показатель зарегистрированный в 2010 году (8880 чел.).

## История
Город Саллисо был основан в 1888 году.

## География
По данным Бюро переписи населения США, общая площадь города составляет 12,9 квадратных миль (33 км2), из которых 12,7 квадратных миль (33 км2) — это суша и 0,2 квадратных мили (0,52 км2 или 1,4 %) — водная поверхность.